# Tinodes arcuatus
Tinodes arcuatus là một loài Trichoptera trong họ Psychomyiidae. Chúng phân bố ở miền Cổ bắc.